# Silchester
Silchester est un village et une paroisse civile britannique situé à huit kilomètres au nord de Basingstoke dans le Hampshire, à proximité de l'ancienne ville romaine de Calleva Atrebatum. Frontalier du Berkshire voisin, Silchester se trouve à environ 14 km au sud-ouest de la ville de Reading.

## Toponyme
Les formes du toponyme incluent Ciltestere et Cilcestre au XIIIe siècle, Scilchestre au XIVe siècle et Sylkchester au XVIIIe siècle avant de parvenir à l'orthographe actuelle.

## Histoire

### Protohistoire et antiquité

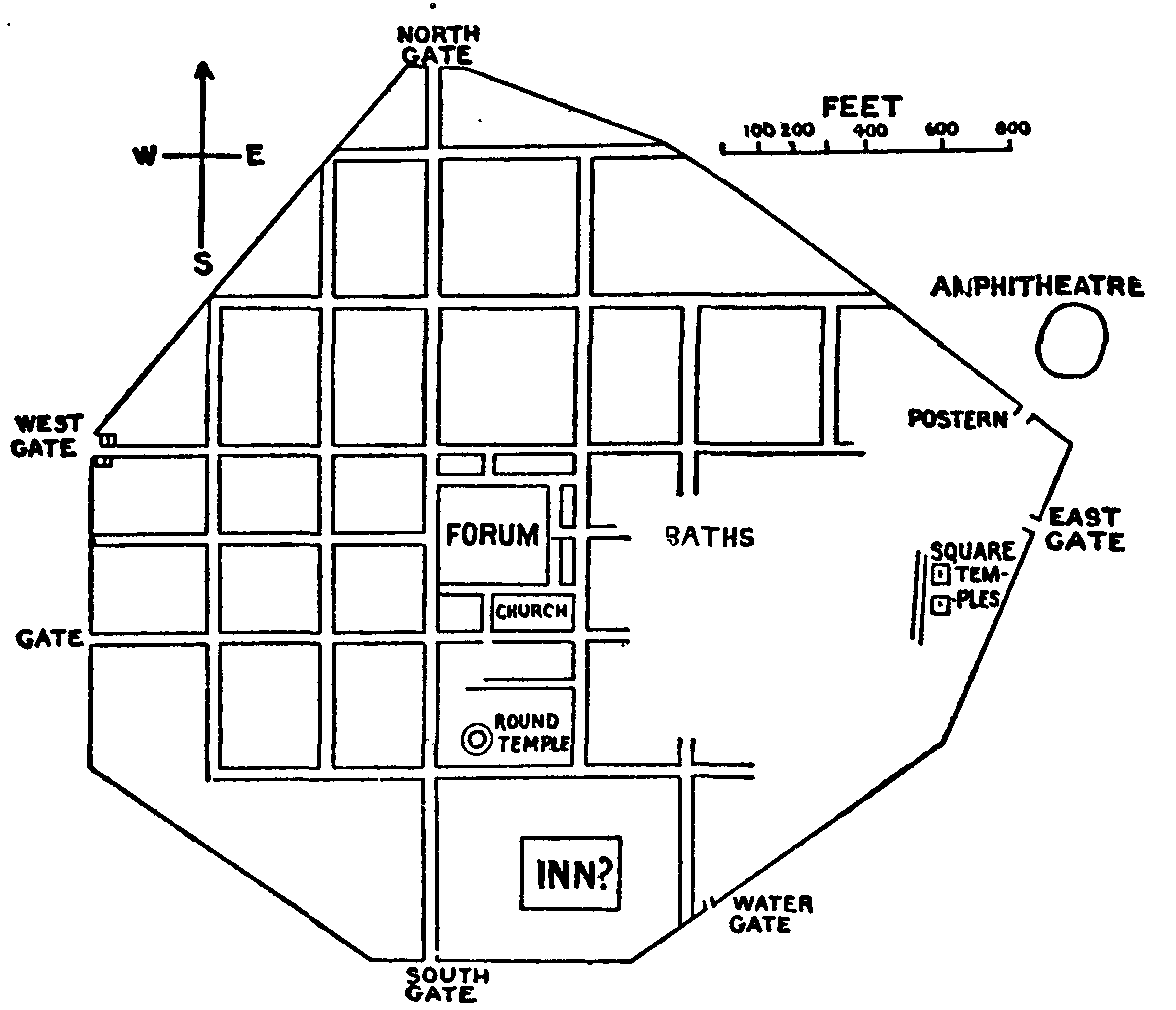
plan de la ville romaine de Calleva Atrebatorum

Calleva Atrebatum était un oppidum de l'âge du fer et par la suite une ville de la province romaine de Bretagne et le chef-lieu de la civitas des Atrébates insulaires. Ses ruines se trouvent sous et à l'ouest de l'église paroissiale de Silchester, elle-même située juste à l'intérieur des remparts de la ville et à environ 1,6 km à l'est du village moderne. Selon le récit de Frontin dans ses Strategemata, à la fin de la guerre des Gaules, Commios se réfugie en Bretagne insulaire. Autour de 30 av. J.-C., il semble s'y être établi comme roi des Atrébates et avoir fondé son royaume. Il émet des monnaies à son nom à partir de Calleva jusqu'en 20 av. J.-C.
Le site couvre une superficie de plus de 43 hectares. Les travaux de terrassement et les vastes murs en ruine sont encore visibles. Les vestiges de l'amphithéâtre, bâti en 70-80 de notre ère et situés hors des murs de la ville, sont également clairement perceptibles. La zone située à l’intérieur des murs est maintenant en grande partie constituée de terres agricoles et ne présente aucun élément distinctif visible, à l’exception des ouvrages de terrassement et des murs, avec l’église et le vieux manoir dans un coin.
Lors de fouilles effectuées en 1893, une pierre portant une inscription en ogham, la Silchester Ogham Stone a été découverte. Datée de 400 ap. J.-C., elle est l'un des très rares artefacts de ce type trouvés en Angleterre.
Selon le récit de Geoffroy de Monmouth au XIIe siècle, le roi Arthur fut couronné par l’archevêque Dubrice à Silchester. Cette mention fait de Silchester, un haut lieu de la légende arthurienne.

### Période médiévale
Silcester apparaît au XIe siècle, alors qu'un certain Alestan, vassal du roi Édouard le Confesseur, y tenait un manoir. Un certain Cheping en tenait un autre pour son suzerain, Harold Godwinson, alors comte, avant son élection au trône d'Angleterre. Le Livre du Jugement Dernier réalisé en 1086 pour Guillaume le Conquérant enregistrait ces manoirs comme possessions des Normands William De Ow et Ralph de Mortimer. L'ouvrage évaluait le manoir d'Alestan, possession de William De Ow, à cinq peaux, et celui de Cheping, possédé par Ralph de Mortimer était estimé à trois peaux. En 1204, le locataire du manoir Mortimer obtient la licence de clôturer une zone de terre au sud-est de l'ancienne ville romaine en tant que parc à daims. Aujourd'hui, une partie de cette clôture a survécu et l'ancien parc à daim reste boisée.

### Période moderne
Le pair irlandais Murrough Boyle, 1er vicomte Blesington (1685-1718), achète le manoir en 1704. Celui-ci reste dans sa famille jusqu'à la mort de William Stewart, 1er comte de Blessington en 1769. Ensuite, par le jeu des mariages et héritages, il devient la propriété des ducs de Wellington. Dans la première décennie du XXe siècle, Arthur Wellesley, 4e duc de Wellington, possède toujours le manoir de Silchester.